# Marsan
Pour les articles homonymes, voir Marsan (homonymie).
Marsan est une commune française située dans l'est du département du Gers en région Occitanie. Sur le plan historique et culturel, la commune est dans le Pays d'Auch, un territoire céréalier et viticole qui s'est également constitué en pays au sens aménagement du territoire en 2003.
Exposée à un climat océanique altéré, elle est drainée par le ruisseau de Daignan, le ruisseau de Lama, le ruisseau de Lussan et par divers autres petits cours d'eau.
Marsan est une commune rurale qui compte 464 habitants en 2022, après avoir connu une forte hausse de la population depuis 1968.  Elle fait partie de l'aire d'attraction d'Auch. Ses habitants sont appelés les Marsannais ou  Marsannaises.
Le patrimoine architectural de la commune comprend un immeuble protégé au titre des monuments historiques : le château, classé en 1991.

## Géographie

### Localisation
Marsan est une commune de Gascogne située dans l'aire d'attraction d'Auch à 15 km à l'est d'Auch sur la route nationale 124.

### Communes limitrophes
Les communes limitrophes sont  Aubiet, Lahitte, Leboulin, Lussan, Montégut et Nougaroulet.
| Leboulin | Nougaroulet |        |
| Lahitte  | Marsan      | Aubiet |
| Montégut | Lussan      |        |

### Géologie et relief
L'altitude de la commune varie entre 158 et 256 mètres.
Marsan se situe en zone de sismicité 1 (sismicité très faible).

### Hydrographie

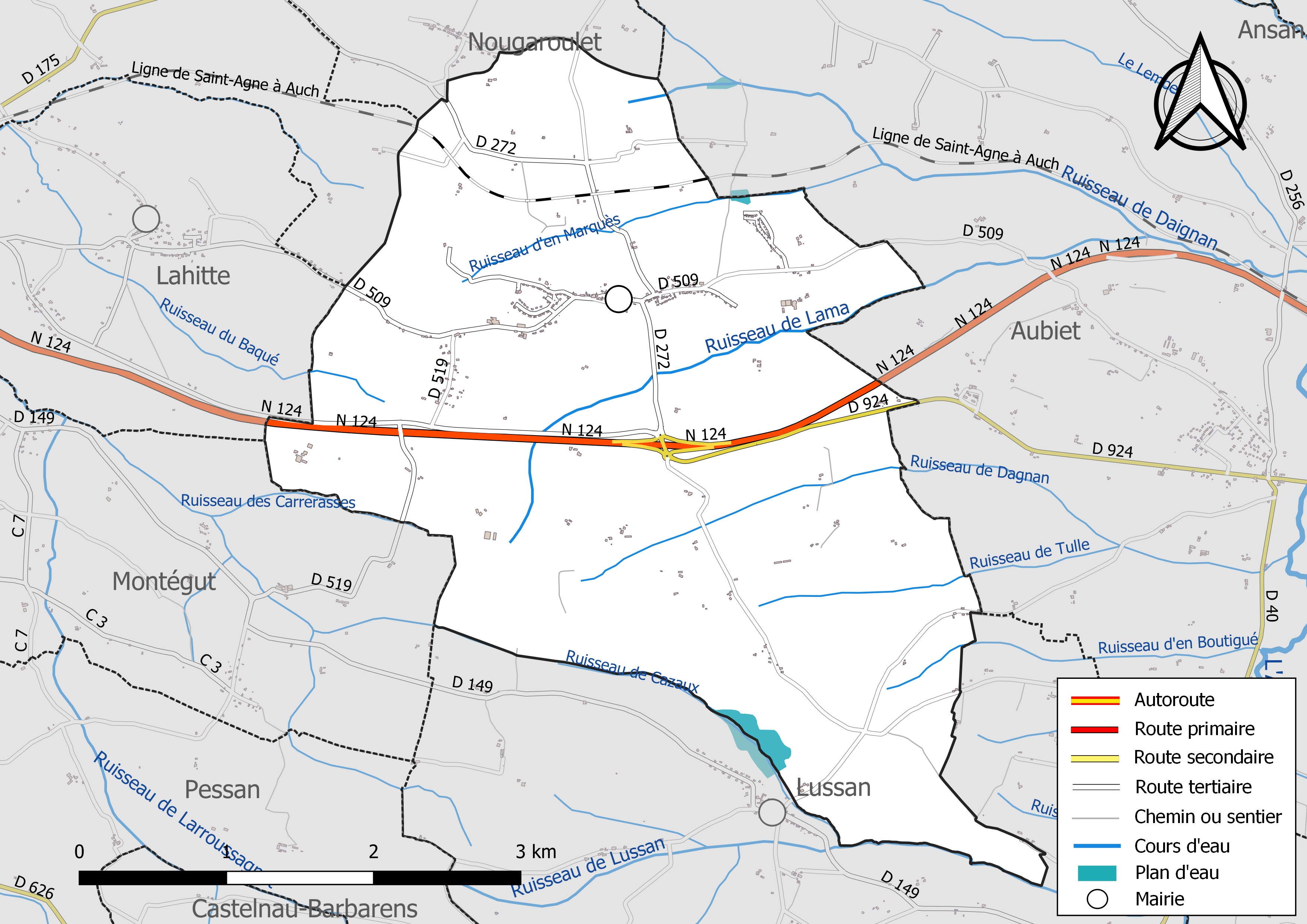
Réseaux hydrographique et routier de Marsan.

La commune est dans le bassin de la Garonne, au sein du bassin hydrographique Adour-Garonne. Elle est drainée par le ruisseau de Daignan, le ruisseau de Lama, le ruisseau de Lussan, le ruisseau de Cazaux, le ruisseau de Dagnan, le ruisseau d'en Boutigué, le ruisseau d'en Marquès, le ruisseau des Carrerasses, le ruisseau de Tulle, le ruisseau du Baqué et par un petit cours d'eau, qui constituent un réseau hydrographique de 12 km de longueur totale,.

### Climat
Pour des articles plus généraux, voir Climat de l'Occitanie et Climat du Gers.
En 2010, le climat de la commune est de type climat océanique dégradé des plaines du Centre et du Nord, selon une étude s'appuyant sur une série de données couvrant la période 1971-2000. En 2020, Météo-France publie une typologie des climats de la France métropolitaine dans laquelle la commune est exposée à un climat océanique altéré et est dans la région climatique Aquitaine, Gascogne, caractérisée par une pluviométrie abondante au printemps, modérée en automne, un faible ensoleillement au printemps, un été chaud (19,5 °C), des vents faibles, des brouillards fréquents en automne et en hiver et des orages fréquents en été (15 à 20 jours).
Pour la période 1971-2000, la température annuelle moyenne est de 12,6 °C, avec une amplitude thermique annuelle de 15,3 °C. Le cumul annuel moyen de précipitations est de 752 mm, avec 9,5 jours de précipitations en janvier et 5,8 jours en juillet. Pour la période 1991-2020, la température moyenne annuelle observée sur la station météorologique la plus proche, située sur la commune d'Auch à 11 km à vol d'oiseau, est de 13,5 °C et le cumul annuel moyen de précipitations est de 695,8 mm,. Pour l'avenir, les paramètres climatiques de la commune estimés pour 2050 selon différents scénarios d'émission de gaz à effet de serre sont consultables sur un site dédié publié par Météo-France en novembre 2022.

### Milieux naturels et biodiversité
Aucun espace naturel présentant un intérêt patrimonial n'est recensé sur la commune dans l'inventaire national du patrimoine naturel,,.

## Urbanisme

### Typologie
Au 1er janvier 2024, Marsan est catégorisée commune rurale à habitat dispersé, selon la nouvelle grille communale de densité à sept niveaux définie par l'Insee en 2022.
Elle est située hors unité urbaine. Par ailleurs la commune fait partie de l'aire d'attraction d'Auch, dont elle est une commune de la couronne,. Cette aire, qui regroupe 112 communes, est catégorisée dans les aires de 50 000 à moins de 200 000 habitants,.

### Occupation des sols
L'occupation des sols de la commune, telle qu'elle ressort de la base de données européenne d’occupation biophysique des sols Corine Land Cover (CLC), est marquée par l'importance des territoires agricoles (95,2 % en 2018), une proportion identique à celle de 1990 (95,2 %). La répartition détaillée en 2018 est la suivante : 
terres arables (90,6 %), forêts (4,8 %), zones agricoles hétérogènes (3,7 %), prairies (0,9 %). L'évolution de l’occupation des sols de la commune et de ses infrastructures peut être observée sur les différentes représentations cartographiques du territoire : la carte de Cassini (XVIIIe siècle), la carte d'état-major (1820-1866) et les cartes ou photos aériennes de l'IGN pour la période actuelle (1950 à aujourd'hui).

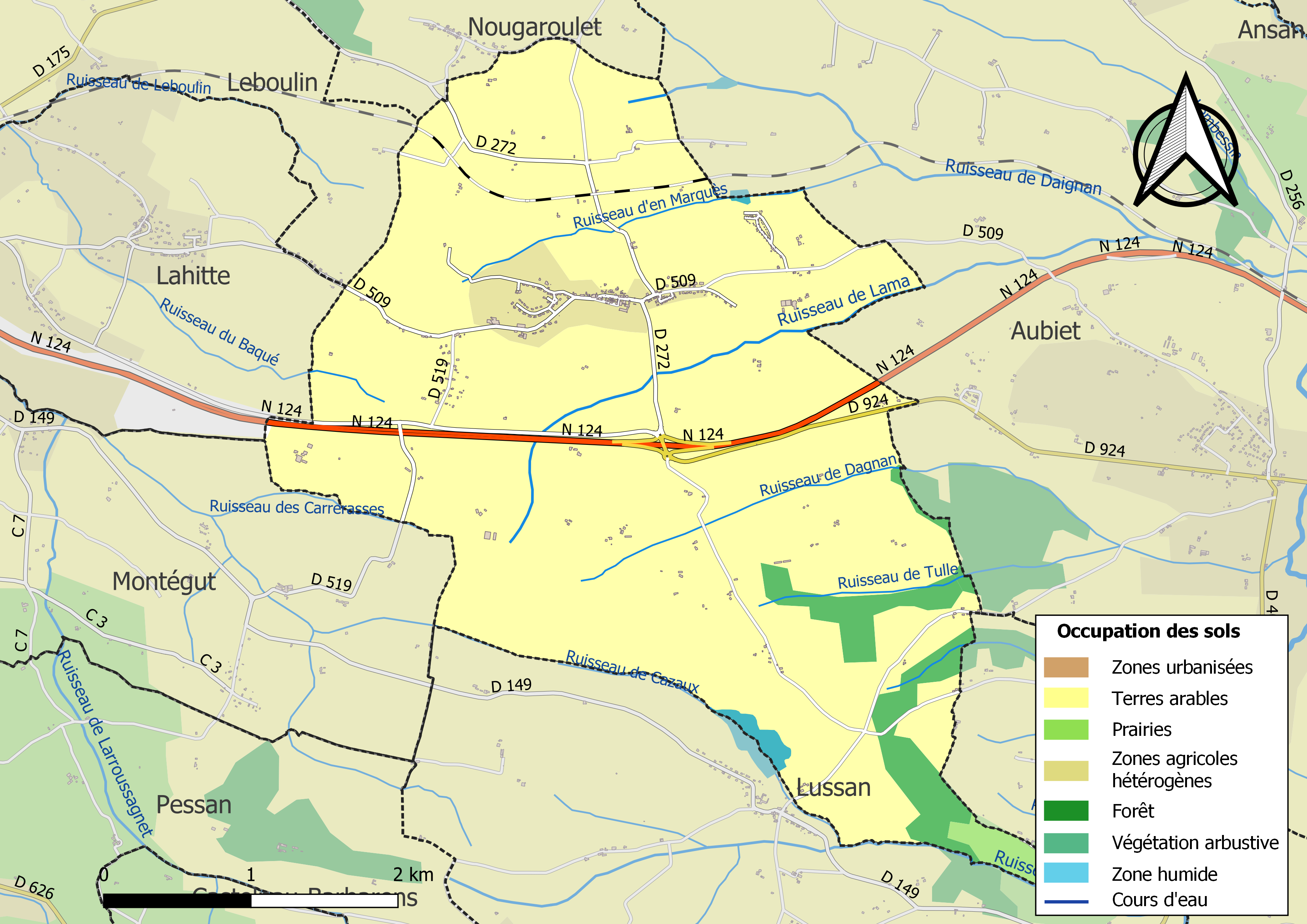
Carte des infrastructures et de l'occupation des sols de la commune en 2018 (CLC).

### Voies de communication et transports
Accès par la route nationale 124 et par la ligne SNCF (ligne Toulouse - Auch), arrêt en gare d'Aubiet.

### Risques majeurs
Le territoire de la commune de Marsan est vulnérable à différents aléas naturels : météorologiques (tempête, orage, neige, grand froid, canicule ou sécheresse) et séisme (sismicité très faible). Il est également exposé à un risque technologique,  le transport de matières dangereuses. Un site publié par le BRGM permet d'évaluer simplement et rapidement les risques d'un bien localisé soit par son adresse soit par le numéro de sa parcelle.

#### Risques naturels

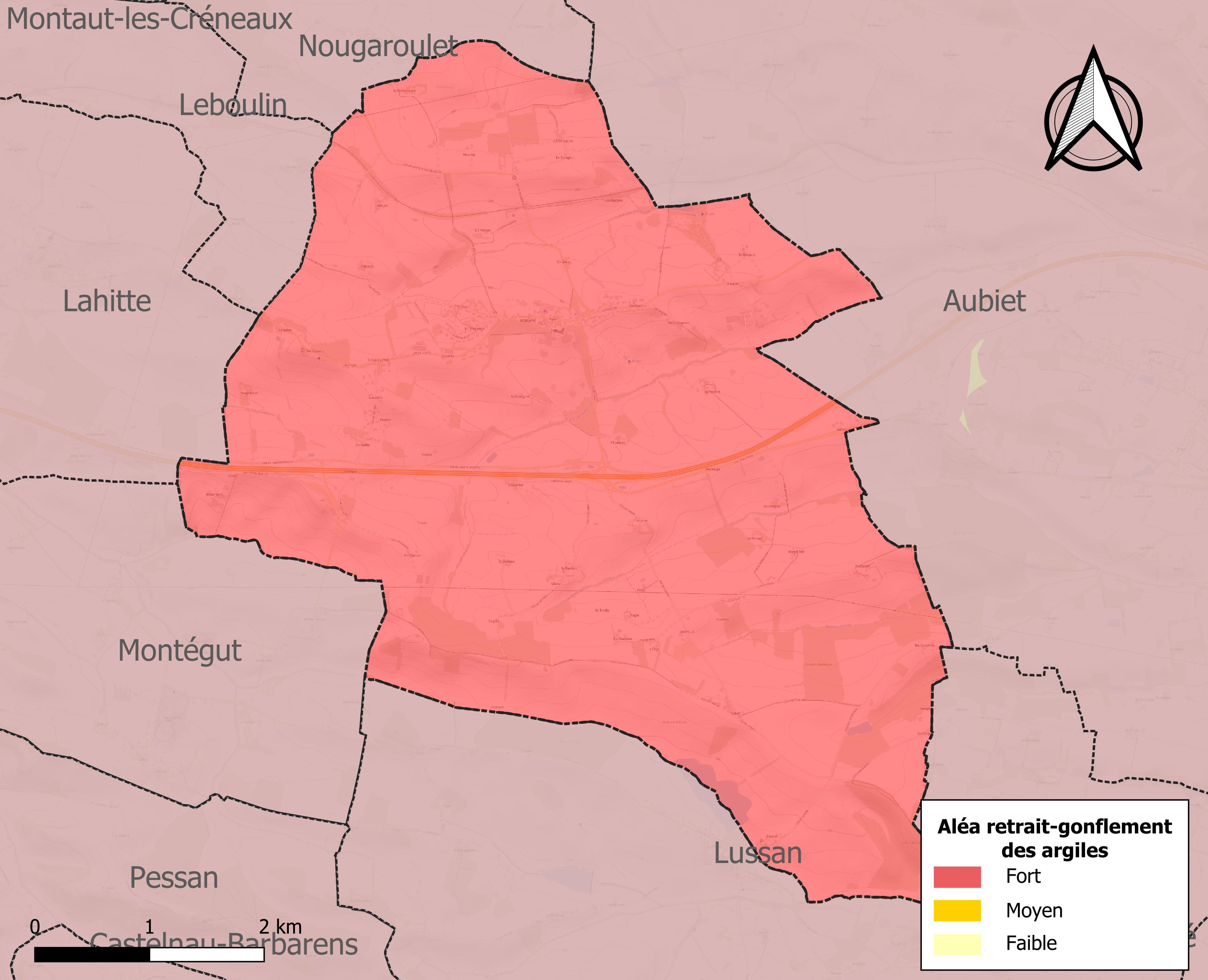
Carte des zones d'aléa retrait-gonflement des sols argileux de Marsan.

Le retrait-gonflement des sols argileux est susceptible d'engendrer des dommages importants aux bâtiments en cas d’alternance de périodes de sécheresse et de pluie. La totalité de la commune est en aléa moyen ou fort (94,5 % au niveau départemental et 48,5 % au niveau national). Sur les 207 bâtiments dénombrés sur la commune en 2019, 207 sont en aléa moyen ou fort, soit 100 %, à comparer aux 93 % au niveau départemental et 54 % au niveau national. Une cartographie de l'exposition du territoire national au retrait gonflement des sols argileux est disponible sur le site du BRGM,.
Par ailleurs, afin de mieux appréhender le risque d’affaissement de terrain, l'inventaire national des cavités souterraines permet de localiser celles situées sur la commune.
La commune a été reconnue en état de catastrophe naturelle au titre des dommages causés par les inondations et coulées de boue survenues en 1999, 2008, 2009 et 2018. Concernant les mouvements de terrains, la commune a été reconnue en état de catastrophe naturelle au titre des dommages causés par la sécheresse en 1989, 1992, 1993, 1997, 1998, 2002, 2003, 2009, 2011, 2015 et 2019 et par des mouvements de terrain en 1999.

#### Risques technologiques
Le risque de transport de matières dangereuses sur la commune est lié à sa traversée par des infrastructures routières ou ferroviaires importantes ou la présence d'une canalisation de transport d'hydrocarbures. Un accident se produisant sur de telles infrastructures est en effet susceptible d’avoir des effets graves au bâti ou aux personnes jusqu’à 350 m, selon la nature du matériau transporté. Des dispositions d’urbanisme peuvent être préconisées en conséquence.

## Toponymie
Le nom est attesté sous la forme domina Marciani  en 1289.
La ville tient son nom du patronyme Marsan, provenant lui-même du roman Martianus (dérivé de Mars), rappelant sa fondation antique.
Le nom de la commune en gascon est Marsan.

## Politique et administration

### Liste des maires
| Période                                  | Période  | Identité              | Étiquette | Qualité |
| ---------------------------------------- | -------- | --------------------- | --------- | --- |
| 1953                                     | 1976     | Pierre de Montesquiou | PR        | Député (1958-1976), conseiller général |
| 1976                                     | En cours | Aymeri de Montesquiou | PR        | Député (1986-1988, 1993-1997), sénateur (1998-2015), conseiller général (1982-2015) Député au Parlement Européen (1989-1993) Président de l'Association des maires du Gers |
| Les données manquantes sont à compléter. |          |                       |           | |

### Jumelage
- Neipperg, bourg de la ville de Brackenheim,  Allemagne, depuis 1962.

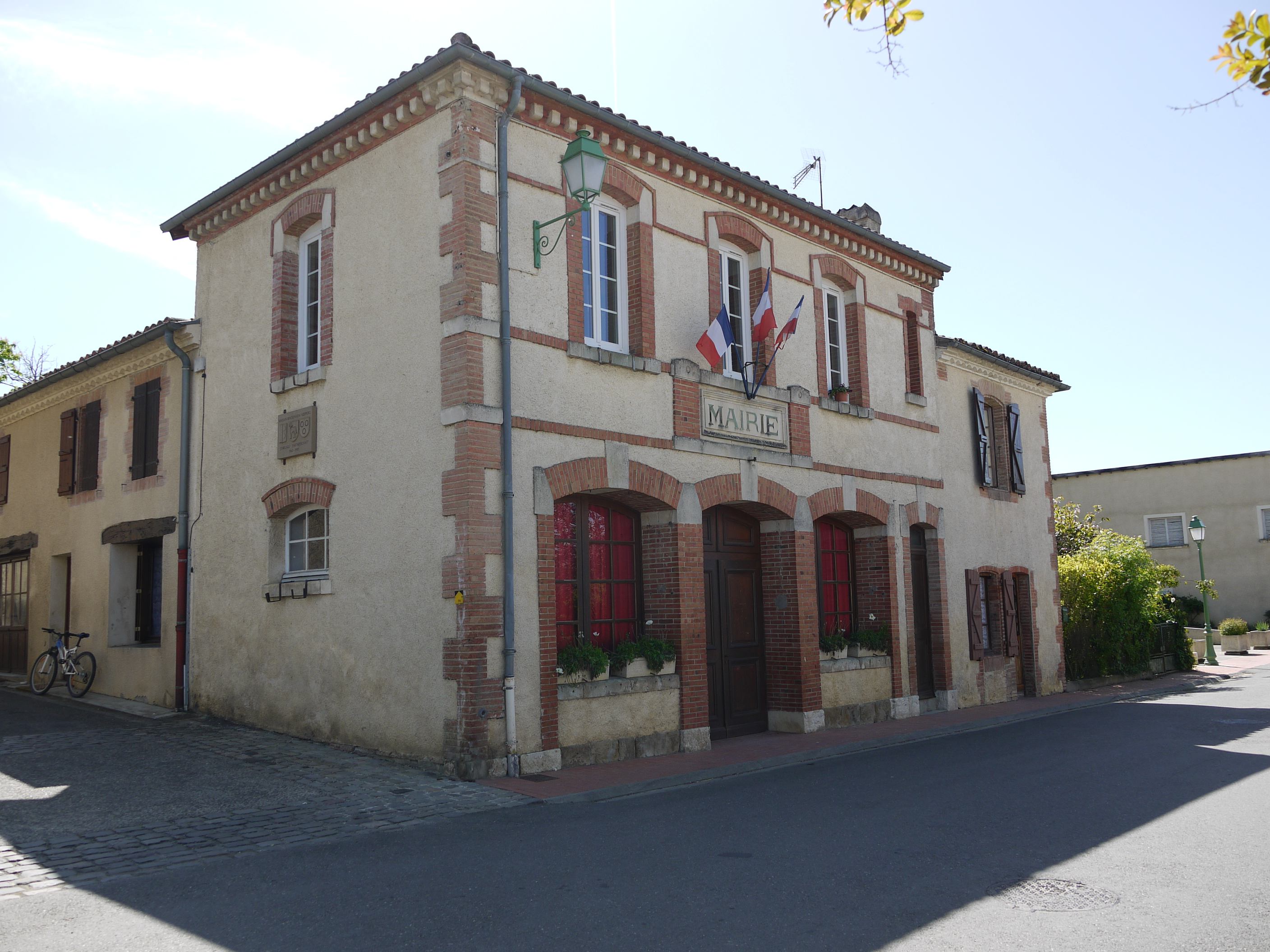
La mairie.
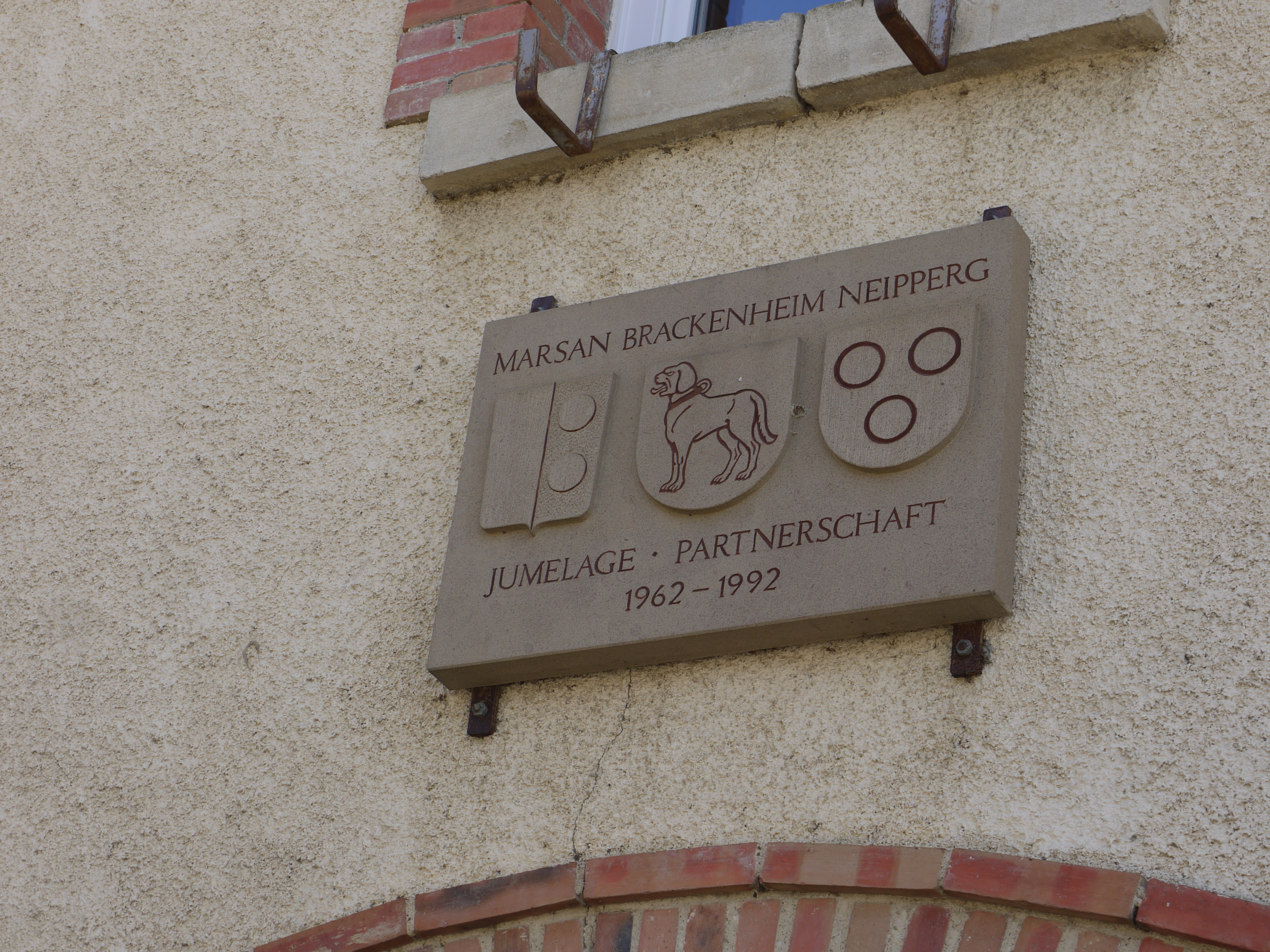
Plaque commémorative du jumelage de Brackenheim Neipperg avec Marsan.

## Population et société

### Démographie
Elle est la 16 728e ville au classement des communes de France qui compte le plus d'habitants en 2009.

L'évolution du nombre d'habitants est connue à travers les recensements de la population effectués dans la commune depuis 1793. Pour les communes de moins de 10 000 habitants, une enquête de recensement portant sur toute la population est réalisée tous les cinq ans, les populations de référence des années intermédiaires étant quant à elles estimées par interpolation ou extrapolation. Pour la commune, le premier recensement exhaustif entrant dans le cadre du nouveau dispositif a été réalisé en 2006.

En 2022, la commune comptait 464 habitants, en évolution de −0,22 % par rapport à 2016 (Gers : +1,04 %, France hors Mayotte : +2,11 %).
| 1793 | 1800 | 1806 | 1821 | 1831 | 1841 | 1846 | 1851 | 1856 |
| ---- | ---- | ---- | ---- | ---- | ---- | ---- | ---- | ---- |
| 472  | 476  | 508  | 469  | 467  | 486  | 475  | 453  | 431  |

| 1861 | 1866 | 1872 | 1876 | 1881 | 1886 | 1891 | 1896 | 1901 |
| ---- | ---- | ---- | ---- | ---- | ---- | ---- | ---- | ---- |
| 445  | 471  | 441  | 432  | 459  | 481  | 426  | 420  | 389  |

| 1906 | 1911 | 1921 | 1926 | 1931 | 1936 | 1946 | 1954 | 1962 |
| ---- | ---- | ---- | ---- | ---- | ---- | ---- | ---- | ---- |
| 388  | 359  | 321  | 325  | 310  | 332  | 327  | 318  | 383  |

| 1968 | 1975 | 1982 | 1990 | 1999 | 2006 | 2011 | 2016 | 2021 |
| ---- | ---- | ---- | ---- | ---- | ---- | ---- | ---- | ---- |
| 301  | 307  | 330  | 420  | 430  | 436  | 449  | 465  | 470  |

| 2022 | - | - | - | - | - | - | - | - |
| ---- | - | - | - | - | - | - | - | - |
| 464  | - | - | - | - | - | - | - | - |

### Enseignement
L'éducation est assurée par un regroupement pédagogique intercommunal pour les classes de la maternelle située au centre du village et l'école primaire de Lussan, qui sont reliées par un bus.

### Sports
En football, l'AS Marsan (l'équipe des Séniors de promotions districts) s'entraîne au stade de football de Marsan.
L'association Tennis Club de Marsan, fondée en 1994, entraîne des enfants âgés de 6 à 14 ans sur deux terrains de tennis rénovés en début d'année 2014.

## Économie

### Revenus
En 2018  (données Insee publiées en septembre 2021), la commune compte 190 ménages fiscaux, regroupant 439 personnes. La médiane du revenu disponible par unité de consommation est de 21 310 € (20 820 € dans le département).

### Emploi
|                | 2008  | 2013  | 2018  |
| -------------- | ----- | ----- | ----- |
| Commune        | 6,5 % | 5,2 % | 5,5 % |
| Département    | 6,1 % | 7,5 % | 8,2 % |
| France entière | 8,3 % | 10 %  | 10 %  |

En 2018, la population âgée de 15 à 64 ans s'élève à 298 personnes, parmi lesquelles on compte 76,9 % d'actifs (71,4 % ayant un emploi et 5,5 % de chômeurs) et 23,1 % d'inactifs,. En  2018, le taux de chômage communal (au sens du recensement) des 15-64 ans est inférieur à celui de la France et département, alors qu'en 2008 il était supérieur à celui du département et inférieur à celui de la France.
La commune fait partie de la couronne de l'aire d'attraction d'Auch, du fait qu'au moins 15 % des actifs travaillent dans le pôle,. Elle compte 63 emplois en 2018, contre 90 en 2013 et 97 en 2008. Le nombre d'actifs ayant un emploi résidant dans la commune est de 217, soit un indicateur de concentration d'emploi de 28,9 % et un taux d'activité parmi les 15 ans ou plus de 60,2 %.
Sur ces 217 actifs de 15 ans ou plus ayant un emploi, 37 travaillent dans la commune, soit 17 % des habitants. Pour se rendre au travail, 88,1 % des habitants utilisent un véhicule personnel ou de fonction à quatre roues, 0,5 % les transports en commun, 3,4 % s'y rendent en deux-roues, à vélo ou à pied et 8,1 % n'ont pas besoin de transport (travail au domicile).

### Activités hors agriculture
36 établissements sont implantés  à Marsan au 31 décembre 2019. Le tableau ci-dessous en détaille le nombre par secteur d'activité et compare les ratios avec ceux du département,.
| Secteur d'activité                                                                                        | Commune | Commune | Département |
| Secteur d'activité                                                                                        | Nombre  | %       | %           |
| --- | ------- | ------- | ----------- |
| Ensemble                                                                                                  | 36      |         |             |
| Industrie manufacturière, industries extractives et autres                                                | 2       | 5,6 %   | (12,3 %)    |
| Construction                                                                                              | 7       | 19,4 %  | (14,6 %)    |
| Commerce de gros et de détail, transports, hébergement et restauration                                    | 16      | 44,4 %  | (27,7 %)    |
| Activités financières et d'assurance                                                                      | 1       | 2,8 %   | (3,5 %)     |
| Activités spécialisées, scientifiques et techniques et activités de services administratifs et de soutien | 5       | 13,9 %  | (14,4 %)    |
| Administration publique, enseignement, santé humaine et action sociale                                    | 3       | 8,3 %   | (12,3 %)    |
| Autres activités de services                                                                              | 2       | 5,6 %   | (8,3 %)     |

Le secteur du commerce de gros et de détail, des transports, de l'hébergement et de la restauration est prépondérant sur la commune puisqu'il représente 44,4 % du nombre total d'établissements de la commune (16 sur les 36 entreprises implantées  à Marsan), contre 27,7 % au niveau départemental.

### Agriculture
La commune est dans les « Coteaux du Gers », une petite région agricole occupant l'est du département du Gers. En 2020, l'orientation technico-économique de l'agriculture  sur la commune est la polyculture et/ou le polyélevage.
|               | 1988 | 2000  | 2010  | 2020  |
| ------------- | ---- | ----- | ----- | ----- |
| Exploitations | 21   | 14    | 12    | 11    |
| SAU (ha)      | 984  | 1 143 | 1 228 | 1 238 |

Le nombre d'exploitations agricoles en activité et ayant leur siège dans la commune est passé de 21 lors du recensement agricole de 1988  à 14 en 2000 puis à 12 en 2010 et enfin à 11 en 2020, soit une baisse de 48 % en 32 ans. Le même mouvement est observé à l'échelle du département qui a perdu pendant cette période 51 % de ses exploitations,. La surface agricole utilisée sur la commune a quant à elle augmenté, passant de 984 ha en 1988 à 1 238 ha en 2020. Parallèlement la surface agricole utilisée moyenne par exploitation a augmenté, passant de 47 à 113 ha.

## Culture locale et patrimoine

### Lieux et monuments
- Le château de Marsan ( Classé MH (1991)), reconstruit au XVIIIe siècle et au XIXe siècle ;
- L'église Saints-Pierre-et-Paul, ancienne dépendance du château ;
- La chapelle de Lasserre ;
- La fontaine Houn de Cazaus.

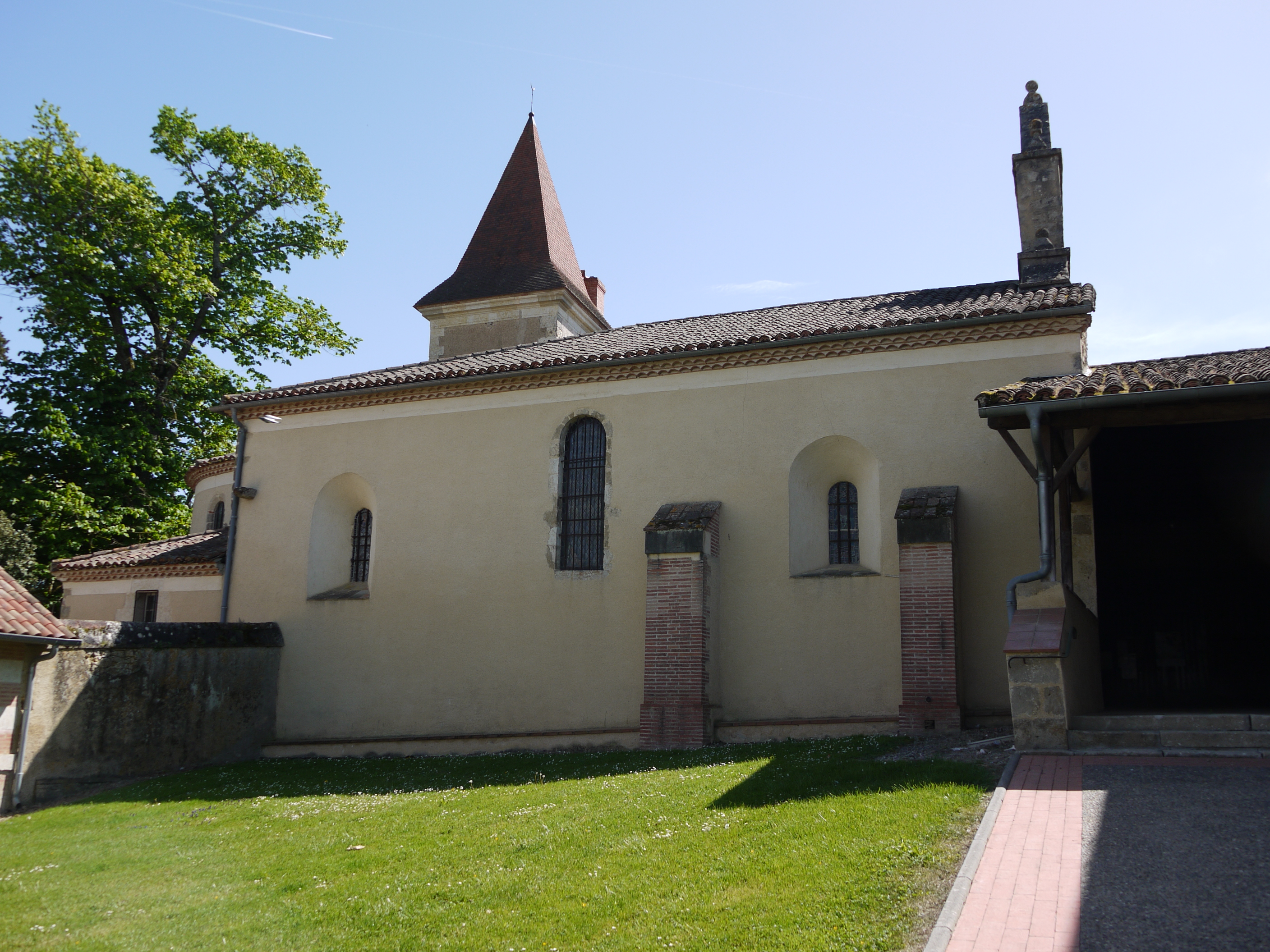
L'église Saints-Pierre-et-Paul
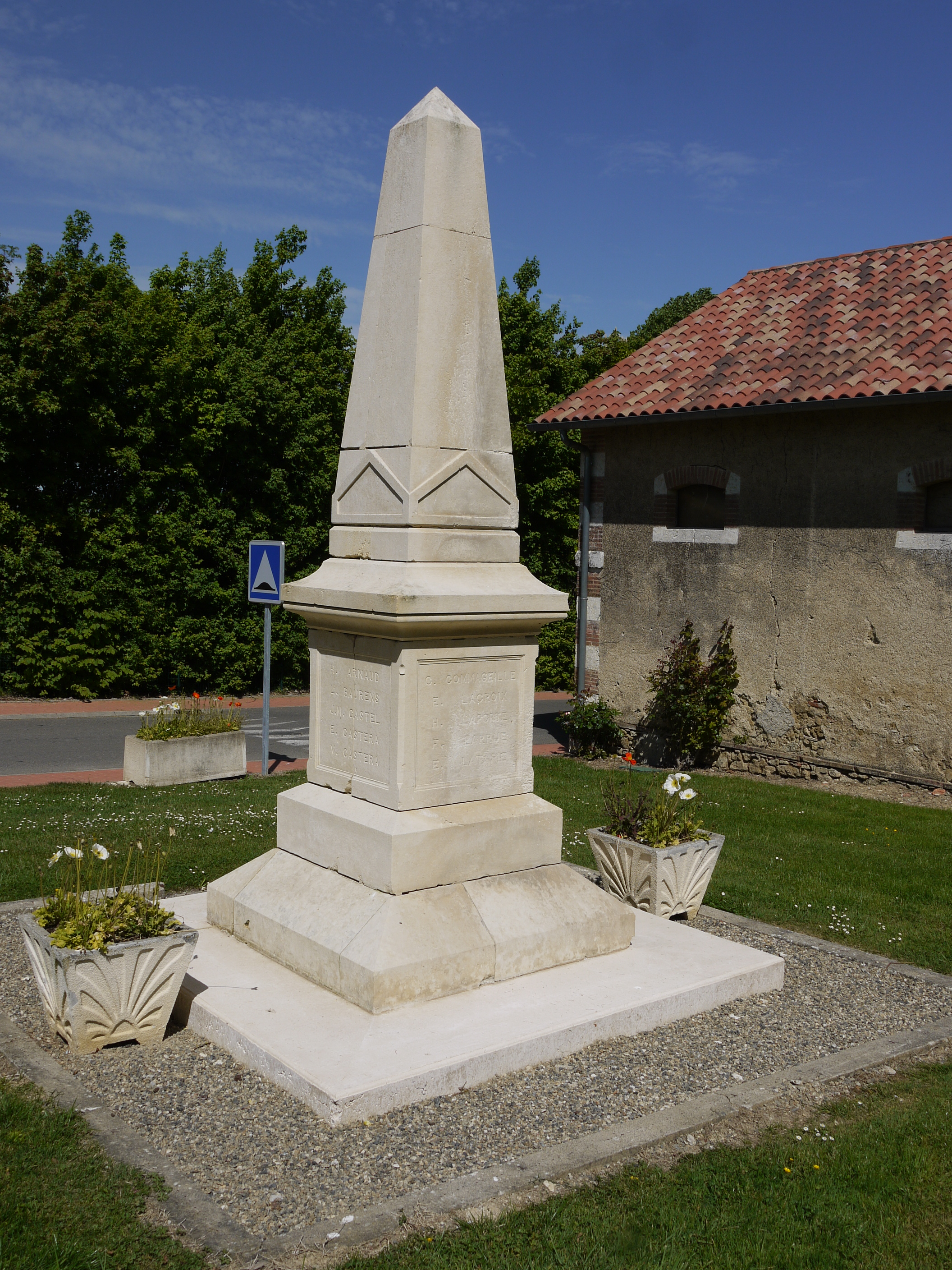
Le monument aux morts
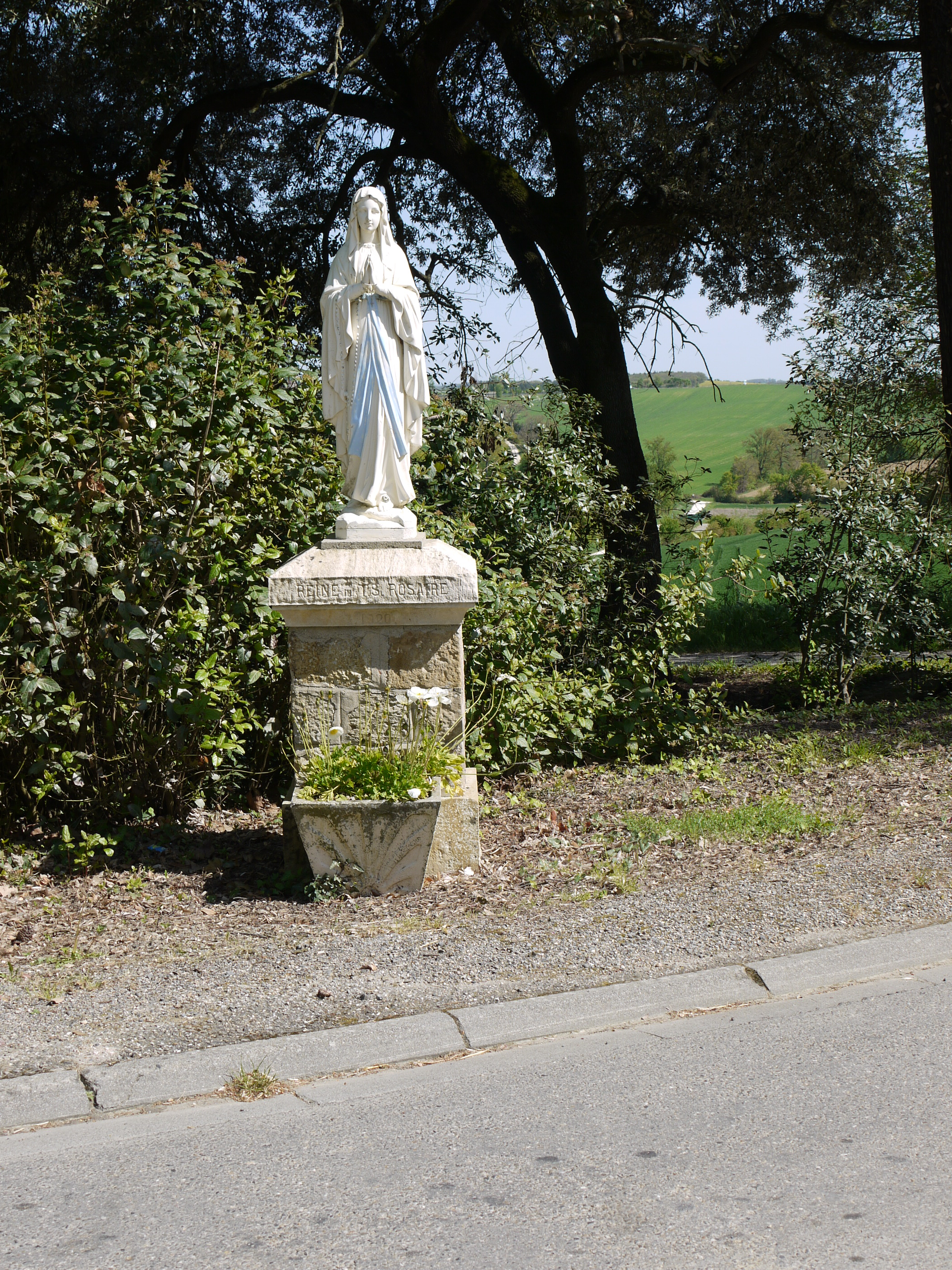
Une statue de la Vierge
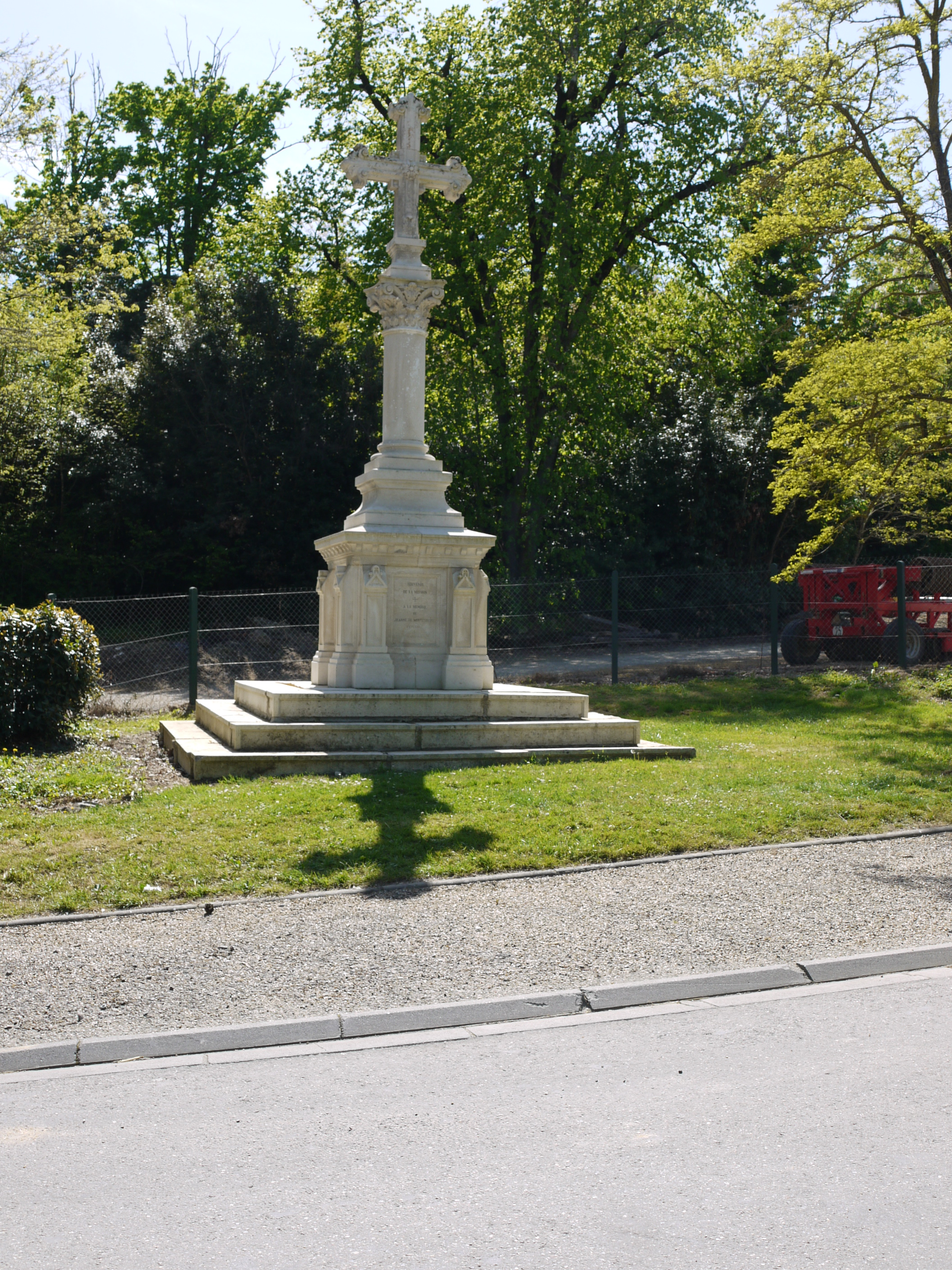
Une croix
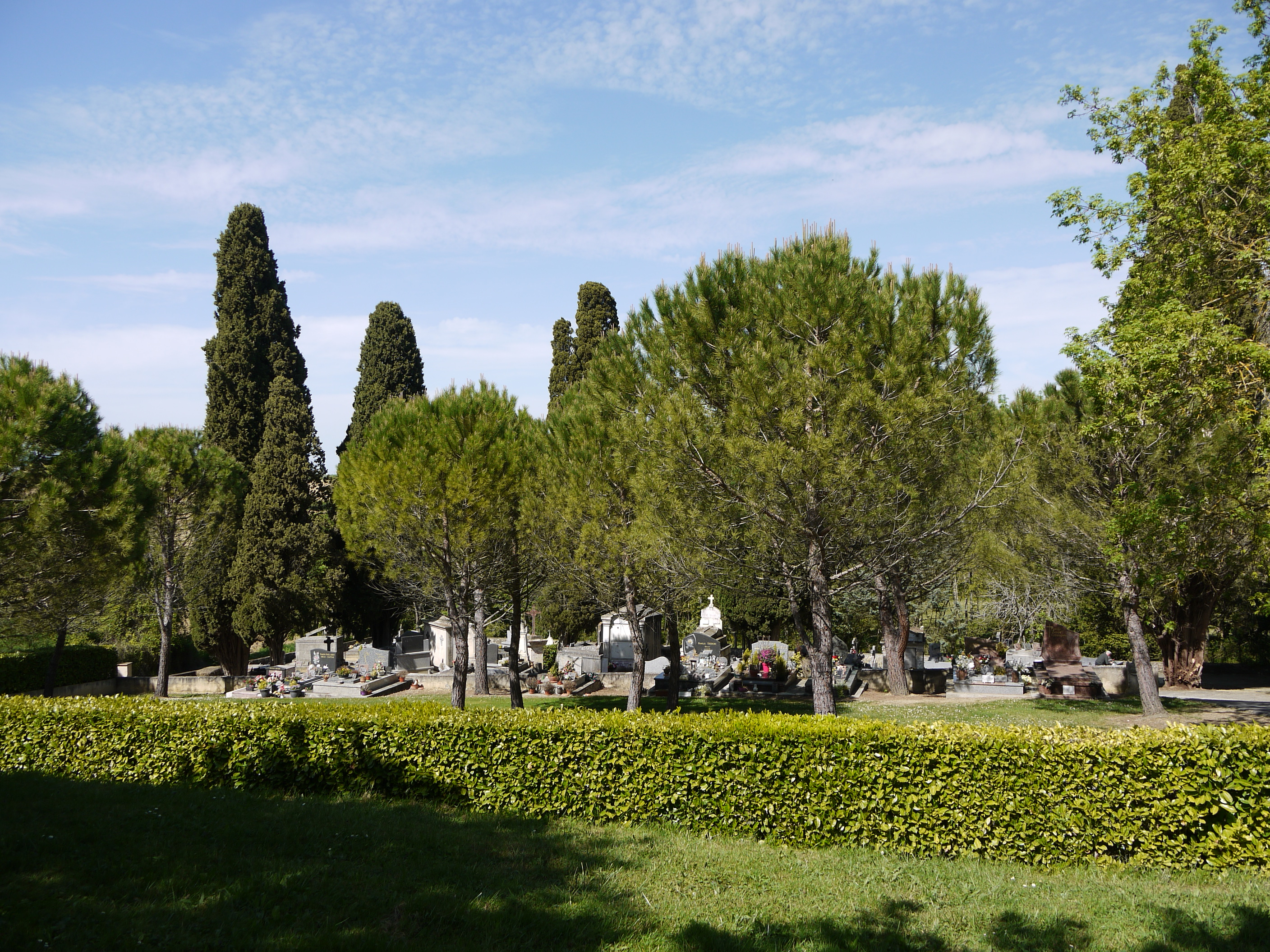
Le cimetière

### Personnalités liées à la commune
- Philippe de Montesquiou-Fezensac (1753-1833) : général des armées de la République et de l'Empire, né à Marsan ;
- François-Xavier-Marc-Antoine de Montesquiou-Fézensac (1757-1832) : abbé et homme politique français, né au château de Marsan ;
- Aymeri de Montesquiou (1942-) : homme politique né à Marsan ;
- Maison de Montesquiou.

### Héraldique
| Blason de Marsan | Blason  | Parti : au 1er d'or à deux tourteaux de gueules rangés en pal, au 2d de gueules plain.                                  |
| Blason de Marsan | Détails | Armes de la famille de Montesquiou-Marsan, ancien seigneur du village. Le statut officiel du blason reste à déterminer. |